# Білі Хрести

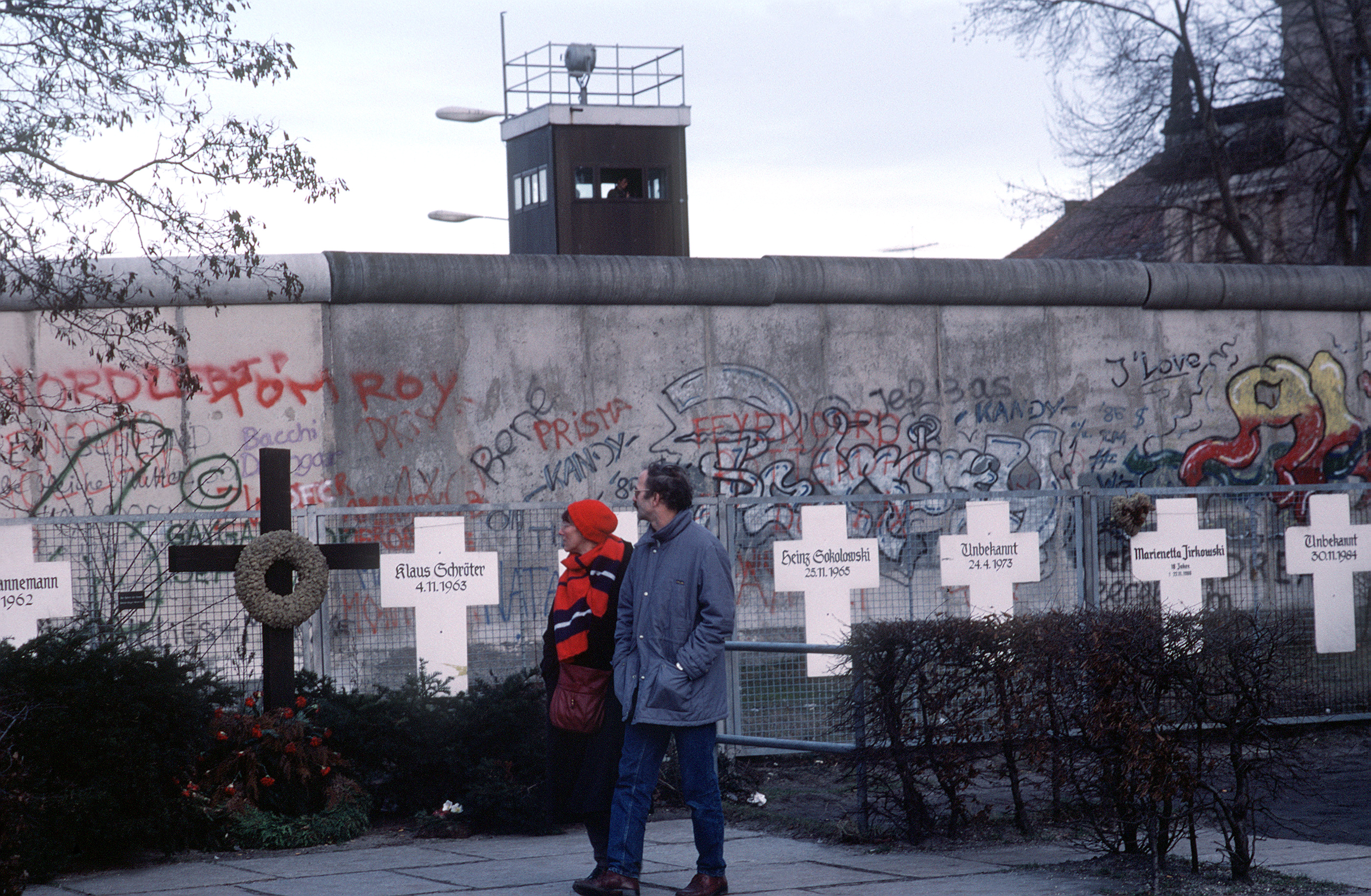
Меморіал у 1990 році, на той час розташований перед Берлінським муром.

Білі Хрести (нім. Weiße Kreuze) – меморіал на честь людей, загиблих у часи Холодної війни біля Берлінського муру. Меморіал розташований на на площі Фрідріха Еберта на березі річки Шпрее в Берліні поруч із будівлею Рейхстагу.

## Історія
Приватне Берлінське об'єднання громадян (нім. Berliner Bürger-Verein) відкрило меморіал у вигляді хрестів 13 серпня 1971 року, на 10-ту річницю будівництва муру. З 1961 по 1990 рік мур проходив безпосередньо вздовж берега річки, вся водна поверхня якої також належала до Східного Берліна. Хрести були встановлені на паркані перед муром зі східного боку Рейхстагу на території Західного Берліна. Спочатку Bürger-Verein встановлювало білий хрест на кожному місці вздовж муру, де загинула, намагаючись втекти, та чи інша людина. Але на утримання хрестів по всьому місту у об'єднання не вистачало ресурсів, тому хрести вирішили зосередити у двох місцях: біля Рейхстагу та на Бернауер-штрассе.
У 1995 році через розширення будівель Бундестагу меморіал за кошти федерального уряду перенесли до Тіргартену. П'ятнадцять хрестів було встановлено на розі Еберт-штрассе та Шайдеманні-штрассе, навпроти південної сторони Рейхстагу.

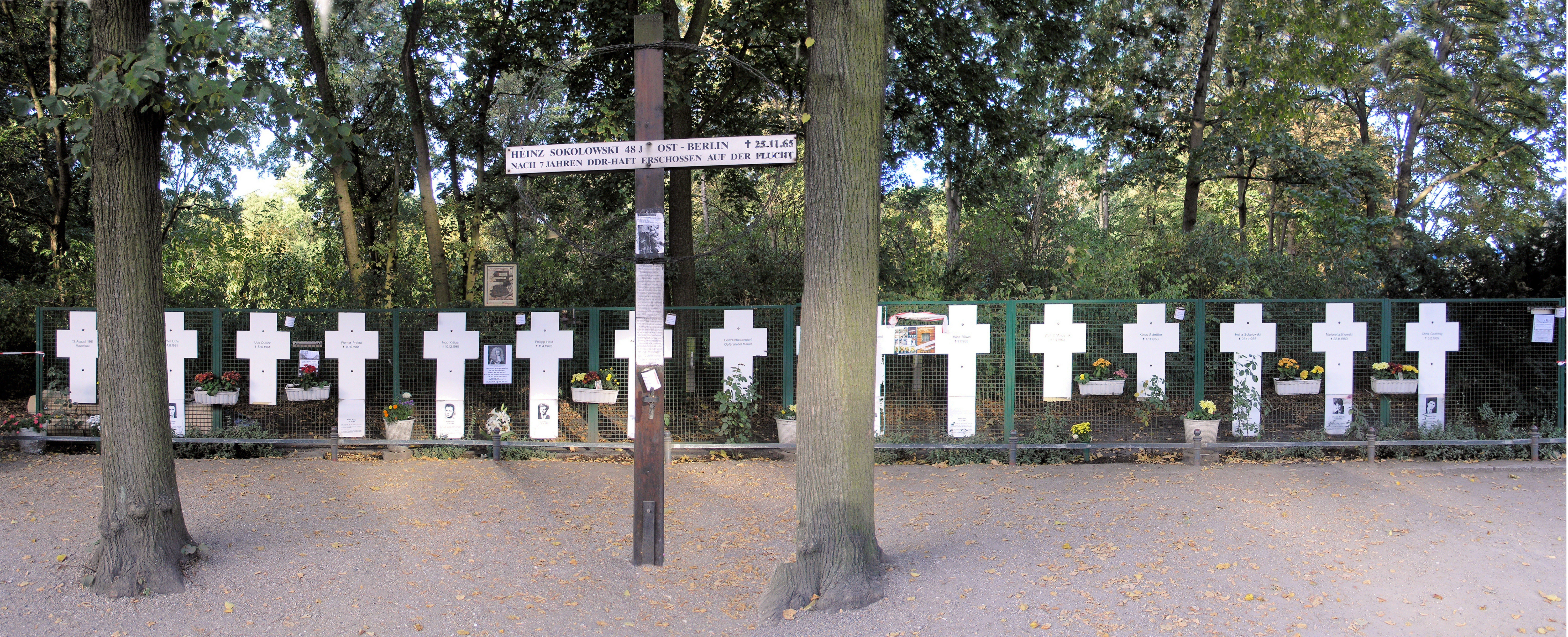
Меморіал у Тіргартені, 2009.

17 червня 2003 року, після церемонії з нагоди п'ятдесятої річниці повстання 1953 року тодішній федеральний президент Вольфганг Тірзе разом з мером Берліна Клаусом Воверайтом відкрили новий меморіал на північній стороні Рейхстагу. Нова інсталяція, спроектована ландшафтним архітектором Яном Вебергом, має вісім місць для хрестів, сім з яких зайняті. Хрести забезпечені іменами та відповідними датами смерті з обох боків. Хрести на Тіргартені також були збережені.
Подібний меморіал, Меморіал Свободи, стояв на контрольно-пропускному пункті Чарлі. У 2004 році Робоча група 13 серпня встановила поле з 1067 хрестів у пам’ять про всіх, хто загинув на німецько-німецькому кордоні та біля Берлінського муру. У 2005 цей меморіал демонтували.
У 2014 році, з нагоди 25-ї річниці падіння Берлінського муру, Білі хрести були тимчасово викрадені мистецькою організацією «Центр політичної краси» та вивезені на зовнішні кордони ЄС, щоб нагадати людям про тисячі біженців, які з того часу загинули на кордоні. Після завершення цього перформансу хрести повернули на місце, до того ж провівши їх реставрацію. Проти групи було почато кримінальну справу через викрадення хрестів, але у 2015 її закрили.

## Імена жертв

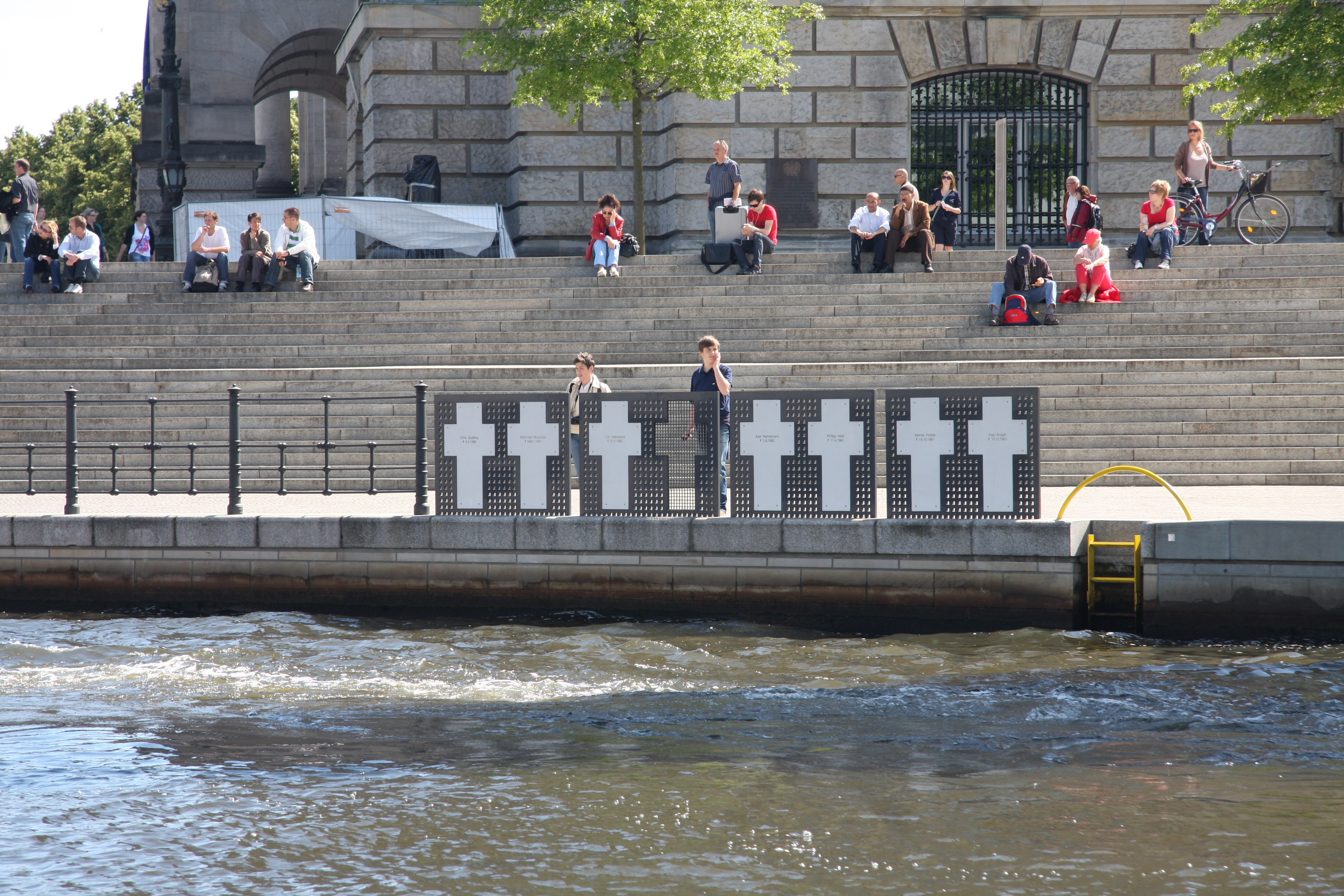
«Білі Хрести» у 2009.

Хрестів біля Рейхстгу сім. З обох на них викарбувані імена – 13 відомих «жертв Берлінського муру» і присвята невідомим жертвам. Імена розташовані у наступному порядку:
на сторонах хрестів, звернутих до берега
- Гюнтер Літфін, 24 серпня 1961
- Інго Крюгер(інші мови), 10 грудня 1961
- Ганс Рявель(інші мови), 1 січня 1963
- Клаус Шретер(інші мови), 4 листопада 1963
- Гайнц Соколовський(інші мови), 25 листопада 1965
- Марієнетта Їрковська, 22 листопада 1980
- невідомим жертвам стіни (нім. den unbekannten Opfern an der Mauer)

на сторонах хрестів, звернутих до річки
- Удо Дюллік(інші мови), 5 жовтня 1961
- Вернер Пробст(інші мови), 14 жовтня 1961
- Філіп Гельд(інші мови), 11 квітня 1962
- Аксель Ганнеманн(інші мови), 5 червня 1962
- Лутц Хаберландт(інші мови), 27 червня 1962
- Вольф-Олаф Музинський(інші мови), березень 1963 року
- Кріс Геффрой, 5 лютого 1989